# Graciliderolus gracilis
Graciliderolus gracilis är en skalbaggsart som först beskrevs av Pierre Lepesme och Stefan von Breuning 1958.  Graciliderolus gracilis ingår i släktet Graciliderolus och familjen långhorningar.
Artens utbredningsområde är:
- Moçambique.
- Zimbabwe.

Inga underarter finns listade i Catalogue of Life.